# 제2차 아베 신조 내각 (개조)
제2차 아베 신조 개조내각(일본어: 第2次安倍晋三改造内閣)은 중의원 의원, 자유민주당 총재 아베 신조가 제96대 내각총리대신으로 임명되어, 2014년 9월 3일부터 2014년 12월 24일까지 존재한 일본의 내각이다.
자유민주당과 공명당의 연립 내각이다.

## 내각 인사에 관한 개요
제2차 아베 신조 내각의 18명의 각료 중 12명이 교체하는 대폭적인 개각이 됐지만 스가 요시히데 내각관방장관, 아소 다로 부총리 겸 재무대신, 기시다 후미오 외무대신, 아마리 아키라 경제 재생상, 시모무라 하쿠분 문부과학상, 오타 아키히로 국토교통대신 등 주요 각료들은 유임시켰다. 이 내각에서 처음으로 입각한 사람은 8명이다.
아베 신조 총리는 이 내각 개조를 ‘건강하고 풍부한 지방의 창생’을 내걸어 성장 전략의 기둥으로 자리잡는 여성의 활약 추진도 밝히면서 여성 각료를 적극적으로 기용했다. 그 숫자는 5명으로 과거 최다였던 제1차 고이즈미 내각과 어깨를 나란히 했다.
입각자를 자유민주당의 파벌별로 보면 아베가 소속된 마치무라파에서 3명, 누카가파, 기시다파, 아소파, 오시마파에서 2명, 니카이파에서 1명, 무파벌은 5명이다. 그러나 이시하라파에서의 입각, 당집행부의 기용은 없어서 냉대가 있었다는 보도도 있었다. 또 사임한 법무대신, 경제산업대신, 농림수산대신을 보충한 3명의 신임 각료들은 모두 기시다파에서 입각했는데 이것으로 기시다파는 이 내각에서의 최다인 5명의 각료가 나오게 됐고 첫 입각자는 한 명이 늘어난 9명이 됐다. 공명당에서는 종래대로 1명이 기용되면서 민간인 각료는 이번에도 없었다.
당초에는 신설된 ‘안전 보장 법제 담당 대신’에 간사장인 이시바 시게루가 기용될 것이라는 움직임이 있었지만 이시바는 국가안전보장기본법의 조기 제정 등과 같은 주장이 아베와 다른 점도 있었던 점에서 ‘국회 답변 등에서 내각에 누를 끼칠 수도 있다’, ‘총리와 100% 생각은 함께하는 사람이 답변하는 것이 가장 바람직하다’라며 간사장직을 계속 맡아달라고 희망해서 한 번은 입각을 고사하겠다는 뜻을 밝혔지만 최종적으론 입각하기로 결심해 국가 전략 특별 구역 담당 대신으로 취임했다.

## 국무대신
- 2014년 9월 3일 임명[5](유임자를 제외함).

| 직책                                                                                    | 성명              | 성명            | 소속                              | 특기 사항 | 비고                                                                 |
| --------------------------------------------------------------------------------------- | ----------------- | --------------- | --------------------------------- | --- | -------------------------------------------------------------------- |
| 내각총리대신                                                                            | 아베 신조         |                 | 중의원 자유민주당 (마치무라파)    | | 유임 자유민주당 총재                                                 |
| 부총리 재무대신 내각부 특명담당대신 (금융 담당)                                         | 아소 다로         |                 | 중의원 자유민주당 (아소파)        | 디플레이션 탈출 담당 내각총리대신 임시 대리 취임 순위 제1위(부총리)                                                | 유임                                                                 |
| 총무대신                                                                                | 다카이치 사나에   |                 | 중의원 자유민주당 (무파벌)        | |                                                                      |
| 법무대신                                                                                | 마쓰시마 미도리   |                 | 중의원 자유민주당 (마치무라파)    | | 첫 입각 2014년 10월 20일 사임                                        |
| 법무대신                                                                                | 야마타니 에리코   |                 | 중의원 자유민주당 (마치무라파)    | | 임시 대리 2014년 10월 20일 지정 2014년 10월 21일 해임                |
| 법무대신                                                                                | 가미카와 요코     |                 | 중의원 자유민주당 (기시다파)      | | 2014년 10월 21일 취임                                                |
| 외무대신                                                                                | 기시다 후미오     |                 | 중의원 자유민주당 (기시다파)      | 내각총리대신 임시 대리 제5위                                                                                       | 유임                                                                 |
| 문부과학대신                                                                            | 시모무라 하쿠분   |                 | 중의원 자유민주당 (마치무라파)    | 교육 재생 담당 국립국회도서관 연락조정위원회 도쿄 올림픽·패럴림픽 담당                                             | 유임                                                                 |
| 후생노동대신                                                                            | 시오자키 야스히사 |                 | 중의원 자유민주당 (기시다파)      | |                                                                      |
| 농림수산대신                                                                            | 니시카와 고야     |                 | 중의원 자유민주당 (니카이파)      | | 첫 입각                                                              |
| 경제산업대신 내각부 특명담당대신 (원자력 손해배상 지원 기구 담당)                       | 오부치 유코       |                 | 중의원 자유민주당 (누카가파)      | 원자력 경제 피해 담당 산업 경쟁력 담당                                                                             | 2014년 10월 20일 사임                                                |
| 경제산업대신 내각부 특명담당대신 (원자력 손해배상 지원 기구 담당)                       | 다카이치 사나에   | 다카이치 사나에 | 다카이치 사나에                   | | 임시 대리·사무 대리 2014년 10월 20일 지정 2014년 10월 21일 해임·면직 |
| 경제산업대신 내각부 특명담당대신 (원자력 손해배상 지원 기구 담당)                       | 미야자와 요이치   |                 | 참의원 자유민주당 (기시다파)      | 원자력 경제 피해 담당 산업 경쟁력 담당                                                                             | 첫 입각 2014년 10월 21일 취임                                        |
| 국토교통대신                                                                            | 오타 아키히로     |                 | 중의원 공명당                     | 물순환 정책 담당                                                                                                   | 유임 공명당 의장                                                     |
| 환경대신 내각부 특명담당대신 (원자력 방재 담당)                                         | 모치즈키 요시오   |                 | 중의원 자유민주당 (기시다파)      | | 첫 입각                                                              |
| 방위대신                                                                                | 에토 아키노리     |                 | 중의원 자유민주당 (오시마파)      | 안전 보장 법제 담당                                                                                                | 첫 입각                                                              |
| 내각관방장관                                                                            | 스가 요시히데     |                 | 중의원 자유민주당 (무파벌)        | 오키나와 기지 부담 경감 담당 내각총리대신 임시 대리 제2위                                                          | 유임                                                                 |
| 부흥대신                                                                                | 다케시타 와타루   |                 | 중의원 자유민주당 (누카가파)      | 후쿠시마 원자력 발전 사고 재생 총괄 담당                                                                           | 첫 입각                                                              |
| 국가공안위원회 위원장 내각부 특명담당대신 (방재 담당)                                   | 야마타니 에리코   | 야마타니 에리코 | 야마타니 에리코                   | 납치 문제 담당 국토강인화 담당 해양 정책 담당 영토 문제 담당                                                       | 첫 입각                                                              |
| 내각부 특명담당대신 (오키나와 및 북방 대책 담당) (과학 기술 정책 담당) (우주 정책 담당) | 야마구치 슌이치   |                 | 중의원 자유민주당 (아소파)        | 정보통신기술(IT) 정책 담당 재도전 담당 쿨 재팬 전략 담당                                                           | 첫 입각                                                              |
| 내각부 특명담당대신 (소비자 및 식품 안전 담당) (저출산 대책 담당) (남녀 공동 참가 담당) | 아리무라 하루코   |                 | 참의원 자유민주당 (오시마파)      | 여성 활약 담당 행정개혁 담당 국가 공무원 제도 담당                                                                 | 첫 입각                                                              |
| 내각부 특명담당대신 (경제 재정 정책 담당)                                               | 아마리 아키라     |                 | 중의원 자유민주당 (무파벌)        | 경제 재생 담당 사회 보장·세금 일체 개혁 담당 환태평양 경제 동반자 협정 담당 내각총리대신 임시 대리 취임 순위 제3위 | 유임                                                                 |
| 내각부 특명담당대신 (국가 전략 특별 구역 담당)                                          | 이시바 시게루     |                 | 중의원 자유민주당 (무파벌 연락회) | 지방 창생 담당 내각총리대신 임시 대리 취임 순위 제4위                                                              |                                                                      |

## 내각관방부장관·내각법제국 장관
| 직책            | 성명              | 주요 경력                       | 비고 |
| --------------- | ----------------- | ------------------------------- | ---- |
| 내각관방부장관  | 가토 가쓰노부     | 중의원 / 자유민주당(누카가파)   | 유임 |
| 내각관방부장관  | 세코 히로시게     | 참의원 / 자유민주당(마치무라파) | 유임 |
| 내각관방부장관  | 스기타 가즈히로   | 전 내각위기관리감 / 경찰청      | 유임 |
| 내각법제국 장관 | 요코바타케 유스케 | 전 내각법제차장 / 검찰청        | 유임 |

## 부대신
- 유임자를 제외한 2014년 9월 4일에 임명.[8]

| 직책            | 성명                | 소속                               | 비고                                                       |
| --------------- | ------------------- | ---------------------------------- | ---------------------------------------------------------- |
| 부흥 부대신     | 나가시마 다다요시   | 중의원 / 자유민주당(니카이파)      |                                                            |
| 부흥 부대신     | 하마다 마사요시     | 참의원 / 공명당                    | 유임                                                       |
| 부흥 부대신     | 니시무라 아키히로   | 참의원 / 자유민주당(마치무라파)    | 국토교통 부대신 겸임 내각부 부대신 겸임                    |
| 내각부 부대신   | 아카자와 료세이     | 중의원 / 자유민주당(무파벌)        |                                                            |
| 내각부 부대신   | 다이라 마사아키     | 중의원 / 자유민주당(무파벌)        |                                                            |
| 내각부 부대신   | 니시무라 야스토시   | 중의원 / 자유민주당(마치무라파)    | 유임                                                       |
| 내각부 부대신   | 다카기 요스케       | 중의원 / 공명당                    | 경제산업 부대신 겸임                                       |
| 내각부 부대신   | 오자토 야스히로     | 중의원 / 자유민주당(다니가키 그룹) | 환경 부대신 겸임                                           |
| 내각부 부대신   | 하나시 야스히로     | 중의원 / 자유민주당(기시다파)      | 법무 부대신 겸임 2014년 9월 12일 임명                      |
| 내각부 부대신   | 사토 아키라         | 중의원 / 자유민주당                | 방위 부대신 겸임 2014년 9월 26일 임명                      |
| 내각부 부대신   | 니시무라 아키히로   | 니시무라 아키히로                  | 부흥 부대신 겸임 국토교통 부대신 겸임 2014년 10월 3일 임명 |
| 총무 부대신     | 니노유 사토시       | 참의원 / 자유민주당(다니가키 그룹) |                                                            |
| 총무 부대신     | 니시메 고사부로     | 중의원 / 자유민주당(누카가파)      |                                                            |
| 법무 부대신     | 하나시 야스히로     | 하나시 야스히로                    | 내각부 부대신 겸임                                         |
| 외무 부대신     | 기우치 미노루       | 중의원 / 자유민주당(무파벌)        |                                                            |
| 외무 부대신     | 나카야마 야스히데   | 중의원 / 자유민주당(마치무라파)    |                                                            |
| 재무 부대신     | 미노리카와 노부히데 | 중의원 / 자유민주당(무파벌)        |                                                            |
| 재무 부대신     | 미야시타 이치로     | 중의원 / 자유민주당(마치무라파)    |                                                            |
| 문부과학 부대신 | 니와 히데키         | 중의원 / 자유민주당(오시마파)      |                                                            |
| 문부과학 부대신 | 후지이 모토유키     | 참의원 / 자유민주당(기시다파)      |                                                            |
| 후생노동 부대신 | 나가오카 게이코     | 중의원 / 자유민주당(아소파)        |                                                            |
| 후생노동 부대신 | 야마모토 가나에     | 참의원 / 공명당                    |                                                            |
| 농림수산 부대신 | 아베 도시코         | 중의원 / 자유민주당(다니가키 그룹) |                                                            |
| 농림수산 부대신 | 고이즈미 아키오     | 참의원 / 자유민주당(무파벌)        |                                                            |
| 경제산업 부대신 | 야마기와 다이시로   | 중의원 / 자유민주당(무파벌)        |                                                            |
| 경제산업 부대신 | 다카기 요스케       | 다카기 요스케                      | 내각부 부대신 겸임                                         |
| 국토교통 부대신 | 기타가와 잇세이     | 참의원 / 자유민주당(마치무라파)    |                                                            |
| 국토교통 부대신 | 니시무라 아키히로   | 니시무라 아키히로                  | 부흥 부대신 겸임 내각부 부대신 겸임                        |
| 환경 부대신     | 기타무라 시게오     | 중의원 / 자유민주당(마치무라파)    |                                                            |
| 환경 부대신     | 오자토 야스히로     | 오자토 야스히로                    | 내각부 부대신 겸임                                         |
| 방위 부대신     | 사토 아키라         | 사토 아키라                        | 내각부 부대신 겸임                                         |

## 대신 정무관
- 유임자를 제외한 2014년 9월 4일에 임명.[8]

| 직책                | 성명              | 소속                            | 비고                                            |
| ------------------- | ----------------- | ------------------------------- | ----------------------------------------------- |
| 부흥대신 정무관     | 고이즈미 신지로   | 중의원 / 자유민주당(무파벌)     | 유임 내각부대신 정무관 겸임                     |
| 부흥대신 정무관     | 야마모토 도모히로 | 중의원 / 자유민주당(무파벌)     | 문부과학대신 정무관 겸임                        |
| 부흥대신 정무관     | 이와이 시게키     | 참의원 / 자유민주당(누카가파)   | 내각부대신 정무관 겸임 경제산업대신 정무관 겸임 |
| 내각부대신 정무관   | 오치 다카오       | 중의원 / 자유민주당(마치무라파) |                                                 |
| 내각부대신 정무관   | 마쓰모토 요헤이   | 중의원 / 자유민주당(니카이파)   |                                                 |
| 내각부대신 정무관   | 고이즈미 신지로   | 고이즈미 신지로                 | 유임 부흥대신 정무관 겸임                       |
| 내각부대신 정무관   | 이와이 시게키     | 이와이 시게키                   | 부흥대신 정무관 겸임 경제산업대신 정무관 겸임   |
| 내각부대신 정무관   | 후쿠야마 마모루   | 중의원 / 자유민주당(누카가파)   | 환경대신 정무관 겸임                            |
| 내각부대신 정무관   | 오쓰카 다쿠       | 중의원 / 자유민주당(마치무라파) | 법무대신 정무관 겸임 2014년 9월 12일 임명       |
| 내각부대신 정무관   | 이시카와 히로타카 | 참의원 / 공명당                 | 방위대신 정무관 겸임 2014년 9월 26일 임명       |
| 내각부대신 정무관   | 오쓰카 다카시     | 중의원 / 자유민주당(누카가파)   | 국토교통대신 정무관 겸임 2014년 10월 3일 임명   |
| 총무대신 정무관     | 무토 요지         | 중의원 / 자유민주당(아소파)     |                                                 |
| 총무대신 정무관     | 아카마 지로       | 중의원 / 자유민주당(아소파)     |                                                 |
| 총무대신 정무관     | 하세가와 가쿠     | 참의원 / 자유민주당(마치무라파) |                                                 |
| 법무대신 정무관     | 오쓰카 다쿠       | 오쓰카 다쿠                     | 내각부대신 정무관 겸임                          |
| 외무대신 정무관     | 소노우라 겐타로   | 중의원 / 자유민주당(아소파)     |                                                 |
| 외무대신 정무관     | 나카네 가즈유키   | 중의원 / 자유민주당(마치무라파) |                                                 |
| 외무대신 정무관     | 우토 다카시       | 참의원 / 자유민주당(누카가파)   |                                                 |
| 재무대신 정무관     | 오이에 사토시     | 참의원 / 자유민주당(아소파)     |                                                 |
| 재무대신 정무관     | 다케야 도시코     | 참의원 / 공명당                 |                                                 |
| 문부과학대신 정무관 | 아카이케 마사아키 | 참의원 / 자유민주당(마치무라파) |                                                 |
| 문부과학대신 정무관 | 야마모토 도모히로 | 야마모토 도모히로               | 부흥대신 정무관 겸임                            |
| 후생노동대신 정무관 | 하시모토 가쿠     | 중의원 / 자유민주당(누카가파)   |                                                 |
| 후생노동대신 정무관 | 다카가이 에미코   | 참의원 / 자유민주당(마치무라파) |                                                 |
| 농림수산대신 정무관 | 사토 히데미치     | 중의원 / 공명당                 |                                                 |
| 농림수산대신 정무관 | 나카가와 유코     | 중의원 / 자유민주당(니카이파)   |                                                 |
| 경제산업대신 정무관 | 세키 요시히로     | 중의원 / 자유민주당(마치무라파) |                                                 |
| 경제산업대신 정무관 | 이와이 시게키     | 이와이 시게키                   | 부흥대신 정무관 겸임 내각부대신 정무관 겸임     |
| 국토교통대신 정무관 | 우에노 겐이치로   | 중의원 / 자유민주당(이시하라파) |                                                 |
| 국토교통대신 정무관 | 아오키 가즈히코   | 참의원 / 자유민주당(누카가파)   |                                                 |
| 국토교통대신 정무관 | 오쓰카 다카시     | 오쓰카 다카시                   | 내각부대신 정무관 겸임                          |
| 환경대신 정무관     | 다카하시 히나코   | 중의원 / 자유민주당(오시마파)   |                                                 |
| 환경대신 정무관     | 후쿠야마 마모루   | 후쿠야마 마모루                 | 내각부대신 정무관 겸임                          |
| 방위대신 정무관     | 하라다 겐지       | 중의원 / 자유민주당(누카가파)   |                                                 |
| 방위대신 정무관     | 이시카와 히로타카 | 이시카와 히로타카               | 내각부대신 정무관 겸임                          |

## 내각총리대신 보좌관
| 직책 | 성명              | 소속                          | 비고                          |
| --- | ----------------- | ----------------------------- | ----------------------------- |
| 내각총리대신 보좌관 (고향 담당)                                                                            | 기무라 다로       | 중의원 자유민주당(마치무라파) | 유임                          |
| 내각총리대신 보좌관 (국가 안전 보장 회의 및 선거 제도 담당)                                                | 이소자키 요스케   | 참의원 자유민주당(마치무라파) | 유임                          |
| 내각총리대신 보좌관 (국정의 중요 과제 담당)                                                                | 에토 세이이치     | 참의원 자유민주당(니카이파)   | 유임                          |
| 내각총리대신 보좌관 (정책 기획 담당)                                                                       | 하세가와 에이이치 | 민간                          | 유임 내각홍보관 겸임          |
| 내각총리대신 보좌관 (국토강인화 및 부흥 등의 사회 자본 정비, 지방 창생 및 건강·의료에 관한 성장 전략 담당) | 이즈미 히로토     | 민간 전 내각관방참여          | 유임 2014년 9월 3일 담당 발령 |

## 같이 보기
- 아베노믹스